# كرايغ هوارد (مدير فني)
كرايغ هوارد (بالإنجليزية: Craig Howard)‏ هو مدير فني أمريكي، ولد في 1952، وتوفي في 19 يناير 2017.